# 上海交通大学软件学院
软件学院，习惯简称“软院”，为上海交通大学的一个学院，成立于2001年5月，同年12月被中华人民共和国教育部批准为全国示范性软件学院。
学院名誉院长为微软副总裁兼雷德蒙研究院院长凌大任。学院理事长为上海交通大学副校长盛焕烨。